# Ramakrishnania ixorae
Ramakrishnania ixorae är en svampart som beskrevs av Ramachar & Bhagyan. 1979. Ramakrishnania ixorae ingår i släktet Ramakrishnania och familjen Pucciniaceae.   Inga underarter finns listade i Catalogue of Life.